# Rio Awash

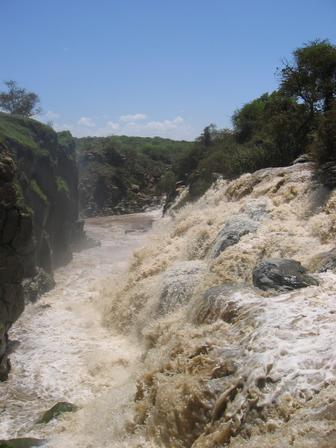
Rio Awash - Ethiopia

O Rio Awash, anteriormente conhecido como Hawash (em amárico,  አዋሽ ወንዝ, awaš wänz, em Afar, We'ayot), é um rio localizado no leste da Etiópia. Origina-se nas áreas montanhosas da região central da Etiópia, a uma altitude de 3 000 metros acima do nível do mar Em 1980, a Unesco declarou o vale inferior do Awash como Patrimônio da Humanidade, considerando que abriga "uma das mais importantes coleções de sítios paleontológicos do continente africano".
É o segundo maior rio da Etiópia, superado apenas pelo Nilo Azul. Desde sua origem nas terras altas da Etiópia, chega ao deserto de Danakil e deságua no Lago Abbe a uma altitude de 250 metros acima do nível. do mar. Tem 1 200 quilômetros de extensão e possui uma bacia hidrográfica de aproximadamente 113 700 quilômetros quadrados. Por outro lado, divide-se em três sistemas, baseados principalmente nas atividades de água neles realizadas: Alto, médio e baixo. Em sua afluência, passa por várias regiões climáticas, variando de regiões subtropicais úmidas a áridas.
Na região alta, há a barragem de Koka, as usinas hidrelétricas Awash I e Awash II, fábricas e plantações de cana-de-açúcar. No médio Awash, projetos de irrigação para plantações de banana e algodão predominam, assim como a barragem de Kassam. Finalmente, na área inferior, há o projeto de irrigação de Tandaho.
Ao longo da bacia do rio Awash existem vários sítios paleoantropológicos. No Awash médio, foram encontrados vestígios de hominídeos, como um crânio quase completo de Homo rhodesiensis em 1978 ou restos de Australopithecus afarensis. Nesse sentido, em 1974, os achados de múltiplos restos ósseos coletados no deserto de Danakil, às margens do rio, possibilitaram compor um esqueleto parcial de uma fêmea, com estimativas de três milhões de anos.
O clima da bacia do rio Awash é principalmente influenciado pelo movimento da zona de convergência intertropical (ITCZ). Durante seu movimento para o norte em março / abril e sua retirada para o sul, a ITCZ cria duas estações chuvosas, uma menor em março ("Belg") e uma mais longa entre junho e setembro ("Kiremt"), que caem parcialmente em uma estação chuvosa mais longa. A estação das chuvas tende a ser bimodal para o leste da Etiópia e quase unimodal para o oeste da Etiópia. O tempo entre outubro e março é constituído por uma estação seca, chamada "Bega". Condições semiáridas a áridas prevalecem no Vale do Rift. Em contraste, as terras altas recebem em parte mais de 1 600 mm de chuva seis meses por ano.